# Brahmina pseudoglabella
Brahmina pseudoglabella är en skalbaggsart som beskrevs av Keith 2008. Brahmina pseudoglabella ingår i släktet Brahmina och familjen Melolonthidae. Inga underarter finns listade.